# 張金称
張 金称（ちょう きんしょう、? - 616年）は、中国の隋末の山東の民衆叛乱の指導者。

## 生涯
大業7年（611年）、民集を率いて決起し、その数は数万人に増大した。
大業9年（613年）、清河において、隋の将軍の馮孝慈を殺害した。
大業12年（616年）、平恩（現在の河北省邯鄲市邱県の西）・武安・巨鹿・清河の各県で連勝したが、隋の将軍の楊義臣が蘇定方を用いたことによって大敗し、楊善会によって捕虜とされて死亡した。張金称の部下は、竇建徳に帰属した。